# Galomaro Sector
Galomaro Sector är en sektor i Guinea-Bissau.   Den ligger i regionen Bafatá, i den centrala delen av landet, 110 km öster om huvudstaden Bissau.